# 裕禄

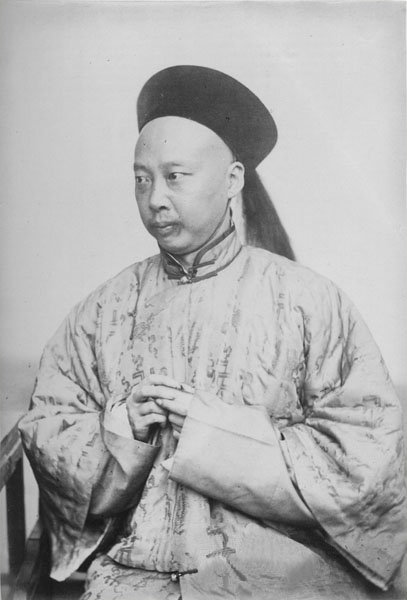

裕禄（穆麟德轉寫：ioilu，1844年—1900年），喜塔腊氏，字寿山、子茀，满洲正白旗人，湖北巡撫崇纶子。曾任安徽按察使、安徽巡抚、湖广总督、盛京将军、四川总督。1898年授军机大臣、礼部尚书、总理各国事务衙门大臣。随后任直隶总督。

## 生平
1900年，义和团由山東擴展至直隸，裕祿發兵圍剿，採取「不分首從，一律處死」的手段鎮壓，當時百姓有民謠說道：「遇著梅東益，家家沒飯吃；遇著范天貴，家家都是會」，梅東益、范天貴都是直隸清軍的軍官。在裕祿的鎮壓下，義和團仍然愈剿愈多，清軍副將楊福同被團民襲殺。義和團在北京得到保守派官員端郡王載漪、剛毅、趙舒翹等人的支持，進入北京攻擊教堂洋人，致使各國公使一方面要求天津英軍司令西摩爾率領各國聯軍至北京保護使館，另一方面要求各國增派軍隊到中國。
6月17日，聯軍攻擊大沽砲台，砲台守將羅榮光發砲還擊。6月18日，董福祥甘軍與西摩爾軍在廊坊激戰，西摩爾軍退回天津，戰事實際已經爆發。6月19日，慈禧太后命令裕祿：「各國洋兵欲行佔據大沽砲台一所，事機緊迫，兵釁已開，該督須急招義勇，固結民心，幫助官兵節節防護抵禦，萬不可畏葸瞻顧，任令外兵直入。」
6月17日起，裕祿指揮聶士成武衛前軍與馬玉崑武衛左軍圍攻天津租界區，意欲向西方列強施加壓力，迫使列強撤兵。6月27日，大沽援軍與西摩爾軍集結於天津租界，轉守為攻，7月9日聶士成陣亡，13日裕祿、馬玉崑兵敗逃往北倉，14日天津陷落，8月初逃至杨村，服毒自杀。
任安徽巡抚时，为《光绪重修安徽通志》作序。任盛京将军时，为进士延茂编写的《萃升书院藏书总目》作跋。

## 親屬
- 始祖昂武都禮（又昻果都理巴顔）。“昻果都理巴顔，正白旗人，世居尼雅滿山地方，國初来歸”（据《八旗滿洲氏族通譜》卷43）。
- 太高组三等承恩公常安。胞兄诸部尚书、文华殿大学士文端公來保（与镶黄旗满洲、文淵閣大學士文定公高斌家族联姻）。
- 高祖三等承恩公和爾經額，總管內務府大臣，管理圓明園、清漪園、靜明園事務。
- 曾祖盛住；妻圖佳氏、瓜爾佳氏。胞姊喜塔臘氏封嘉庆帝之孝淑睿皇后。
- 祖父慶林，奉天府尹；妻瓜爾佳氏、爱新觉罗氏。胞兄達林，妻索綽絡氏（父内务府正白旗满洲、内务府郎中觀豫，祖父乾隆丁巳恩科進士觀保）。
- 父崇纶 (喜塔腊氏)，湖北巡抚、工部与吏部尚书。母康佳氏。
- 胞弟裕德，光绪二年（1876年）恩科进士。原配覺羅氏，继妻尚氏（父镶蓝旗汉军、广州满洲副都统尚昌懋；胞兄尚其源与正蓝旗汉军、光绪二年（1876年）恩科进士胡俊章家族联姻；胞姊尚氏嫁正藍旗滿洲、广州将军西林覺羅氏孚琦；嫡堂兄光緒十八年（1892年）壬辰科进士尚其亨）。
- 妻赫舍里氏，其父满洲镶蓝旗隆山，胞叔道光十八年戊戌科进士如山，姑母道光帝常妃 (道光帝)。
- 長子熙臣
- 次子熙元，光緒己丑科進士。
- 三子熙彥，光緒壬辰科進士。
- 四子熙徵；妻完顏氏，其父內務府鑲黃旗滿洲、同治戊辰科進士嵩申。
- 熙瑞（殤）
- 熙文
- 熙輔
- 九子熙俊，為裕祿族兄裕輝嗣子，襲孝淑睿皇后喜塔臘氏后族之承恩公爵，娶慶親王奕劻女四格格，光緒二十六年（1900）卒。[1][2]
- 女一喜塔臘氏，嫁鈕祜祿氏恩灝，其父御前侍衛、杭州將軍廣科，姑母鈕祜祿氏系咸丰帝之孝貞顯皇后（慈安太后），祖父穆揚阿。

## 延伸阅读
[在维基数据编辑]
 《清史稿·卷465》，出自趙爾巽《清史稿》
 在维基共享资源阅览影像